# Mary Ainsworthová
Mary D. Salterová Ainsworthová, nepřechýleně Salter Ainsworth (1. prosince 1913 Glendale, Ohio, USA – 21. března 1999 Charlottesville, Virginie), byla americká psycholožka.
Studovala na Torontské univerzitě, kde v roce 1939 získala titul Ph.D. v oboru vývojové psychologie. Zabývala se dopady separace od matky na osobnostní vývoj dítěte a interakcí mezi matkou a dítětem. Vyvinula metodu „zvláštní situace“ (strange situation), která sloužila pro hodnocení rozdílů mezi reakcemi dětí na separaci a opětovné setkání s matkou. Spolu s Johnem Bowblym pracovala na teorii citové vazby (attachment theory).